# Bestune NAT
Le Bestune NAT (chinois : 奔騰NAT) est un monospace de taille moyenne électrique spécialement conçu et produit par Bestune. Le NAT était appelé E05 pendant la phase de développement et il a été renommé après la révélation initiale. Selon Bestune, NAT signifie «Next Automatic Taxi» (prochain taxi automatique en anglais). Il a été principalement développé pour les services de covoiturage.

## Historique
Le Bestune E05 a été présenté pour la première fois au Salon international des véhicules à énergies nouvelles et de la mobilité connectée de Haikou 2021. Il a 190 chevaux et une autonomie de 450 km. Le E05 a des dimensions de 4451 mm/1844 mm/1681 mm. Il est prévu d'être exporté vers le Vietnam et la Russie à la mi-2020,.
Quatre versions différentes sont prévues dont deux versions destinées aux taxis, une variante pour le service d'appel DiDi et une variante pour le service d'appel T3.
Il est lancé en France à la fin octobre 2021. Il s'agit du premier véhicule du constructeur FAW et de la marque Bestune à être commercialisé en France.